# Pembrokeshire Coast National Park
Pembrokeshire Coast National Park (walesiska: Parc Cenedlaethol Arfordir Penfro) är en nationalpark i Storbritannien.   Den ligger i kommunen Pembrokeshire och riksdelen Wales, i den södra delen av landet, 300 km väster om huvudstaden London. Pembrokeshire Coast National Park ligger 77 meter över havet. Arean är 620 kvadratkilometer.
Terrängen runt Pembrokeshire Coast National Park är platt. Havet är nära Pembrokeshire Coast National Park åt sydväst. Runt Pembrokeshire Coast National Park är det ganska tätbefolkat, med 70 invånare per kvadratkilometer. Närmaste större samhälle är Haverfordwest, 8,6 km öster om Pembrokeshire Coast National Park. Trakten runt Pembrokeshire Coast National Park består i huvudsak av gräsmarker.